# 3233 Крішбарон
3233 Крішбарон (3233 Krisbarons) — астероїд головного поясу, відкритий 9 вересня 1977 року.
Тіссеранів параметр щодо Юпітера — 3,636.
Названо на честь Кришьяніса Барона (латис. Krišjānis Barons), (1835–1923), латвійського письменника і фольклориста.